# Giuseppe Dabormida
Pour les articles homonymes, voir Dabormida.
Giuseppe Dabormida, né le 21 novembre 1799 à Verrua et mort le 10 août 1869 à Buriasco, est un militaire et homme politique italien, patriote de l'Unité italienne du royaume de Sardaigne.

## Biographie

### Carrière militaire
En 1815, Giuseppe Dabormida, fait ses études à Gênes comme cadet dans l'artillerie militaire. Le 14 septembre 1819, il est promu lieutenant et participe à la bataille de Novare. Le 30 janvier 1824, il est promu capitaine, et en 1828 il est instructeur à l'Académie royale militaire de Turin. Le 23 février 1833 il est promu major. 
En 1839, il est promu lieutenant-colonel, et le 17 octobre 1843 il est promu colonel et nommé commandant du régiment d'artillerie de Venaria Reale. Le 20 juin 1848 il est promu au grade de major-général.
Chevalier, il est devenu comte en 1863.

### Carrière politique
Député le 18 mars 1848, Giuseppe Dabormida accepte le portefeuille de ministre de la Guerre et de la Marine, dans le gouvernement de Cesare Balbo. Le 26 juin 1848 il est élu au Collège de Veillane. Le 26 mai 1852, il est nommé vice-président de la Chambre. Le 1er novembre 1852 il est nommé sénateur.
Par résolution souveraine du 16 mars 1854, le roi Victor-Emmanuel II constitue son nouveau ministère, conduit par le comte Camillo Cavour, Président du conseil et ministre des Finances. Le général Giuseppe Dabormida accepte le portefeuille de ministre des Affaires étrangères jusqu'au 10 janvier 1855, remplacé momentanément par Camillo Cavour, puis par Luigi Cibrario et sous le gouvernement du 19 juillet 1859 sous la présidence du général Alfonso La Marmora.

## Décorations
- - Ordre de la Couronne d'Italie
- - Ordre des Saints-Maurice-et-Lazare